# قهرمانی وزنه‌برداری جهان ۱۹۳۷
قهرمانی وزنه‌برداری جهان ۱۹۳۷ بیست و سومین دوره از رقابت‌های قهرمانی جهان می‌باشد که از ۱۰ تا ۱۲ سپتامبر ۱۹۳۷ در پاریس، فرانسه برگزار گردید. ۵۰ ورزشکار مرد از ۱۰ کشور در این دوره رقابت کردند.

## خلاصه مدال‌ها
| رویداد               | طلا                               | طلا      | نقره                       | نقره     | برنز                    | برنز     |
| پروزن ۶۰ ک‌گ          | Georg Liebsch · آلمان             | ۲۹۷٫۵ ک‌گ | Anton Richter · اتریش      | ۲۸۷٫۵ ک‌گ | Max Walter · آلمان      | ۲۸۷٫۵ ک‌گ |
| سبک‌وزن ۶۷٫۵ ک‌گ       | تونی ترلازو · ایالات متحده آمریکا | ۳۵۷٫۵ ک‌گ | روبرت فاین · اتریش         | ۳۵۵٫۰ ک‌گ | Karl Jansen · آلمان     | ۳۳۰٫۰ ک‌گ |
| میان‌وزن ۷۵ ک‌گ        | John Terpak · ایالات متحده آمریکا | ۳۵۷٫۵ ک‌گ | Adolf Wagner · آلمان       | ۳۴۰٫۰ ک‌گ | Hans Valla · اتریش      | ۳۴۰٫۰ ک‌گ |
| سنگین‌وزن سبک ۸۲٫۵ ک‌گ | Fritz Haller · اتریش              | ۳۷۵٫۰ ک‌گ | لوئی اوستن · فرانسه        | ۳۷۲٫۵ ک‌گ | Anton Gietl · آلمان     | ۳۶۵٫۰ ک‌گ |
| سنگین‌وزن ۸۲٫۵+ ک‌گ    | یوزف منر · آلمان                  | ۴۲۰٫۰ ک‌گ | Václav Pšenička · چکسلواکی | ۴۰۵٫۰ ک‌گ | Heinz Schattner · آلمان | ۳۹۵٫۰ ک‌گ |

## جدول مدال‌ها
| رتبه           | کشور                | طلا | نقره | برنز | مجموع |
| -------------- | ------------------- | --- | ---- | ---- | ----- |
| ۱              | آلمان               | ۲   | ۱    | ۴    | ۷     |
| ۲              | ایالات متحده آمریکا | ۲   | ۰    | ۰    | ۲     |
| ۳              | اتریش               | ۱   | ۲    | ۱    | ۴     |
| ۴              | فرانسه              | ۰   | ۱    | ۰    | ۱     |
| ۴              | چکسلواکی            | ۰   | ۱    | ۰    | ۱     |
| مجموع (۵ کشور) | مجموع (۵ کشور)      | ۵   | ۵    | ۵    | ۱۵    |